# Marina de La Rochelle
| Apresentação                                        |
| --------------------------------------------------- |
| Construção: 1972                                    |
| Superfície: 70 hectares                             |
| Vagas: 5.047                                        |
| País: França                                        |
| Cidade: La Rochelle                                 |
| Coordonedas: Latitude 46°08.67N Longitude 01°10.06W |

A marina de La Rochelle foi criada em 1972. É uma das maiores marinas do mundo com 5.047 vagas em área de 70 hectares. Sua atividade gera cerca de 2.000 empregos diretos e indiretos reuinindo 230 empresas do ramo náutico em seu entorno. Todas as vagas são administradas com base em aluguel anual (cerca de 4.700 contratos) ou para os visitantes em uma escala.
Ela está situada em uma região de fácil navegação, protegida pelas ilhas Aix, Oléron e Ile de Ré, reunindo condições ideais para competições de kitesurf e de vela.
A administração da marina é de responsabilidade da prefeitura de La Rochelle.

## Estrutura
Localizada no litoral Atlântico francês, a marina de La Rochelle é composta por zonas:
- Primeira zona: O antigo porto histórico de La Rochelle com 3 bacias.
  - A primeira delas, chamada “Le Havre d'Échouage”, abrigada     o principal cartão postal da região: as famosas torres de La Rochelle. Ao     todo, são oferecidas 115 vagas, entre eles 40 vagas para visitantes em escala     (calado máximo de 1 metro);
  - A segunda bacia, chamada “le Bassin des Yachts” tem     capacidade para 90 barcos;
  - Já a terceira delas, chamada “Bassin des Chalutiers”, conta com aproximadamente 100 vagas (calado     máximo de 5 metros), um local privilegiado para escalas de navios de     grande porte. Esta bacia abriga a flotilha de barcos tradicionais do Museu Marítimo de La Rochelle.
- Segunda zona: Porto de Minimes, com 4 bacias (Lazaret, Marillac, Bout-Blanc e Tamaris).
  - Conta com mais de 4.600 ancoradouros espalhados      por 64 cais, entre eles 300 destinados aos visitantes;
  - Área de manutenção à terra equipada com      guindastes capazes de levantar embarcações de até 150 toneladas;
  - Estacionamento e esplanada destinada a eventos      esportivos;
  - 3 rampas que permitem um acesso fácil para todos de embarcações (associações náuticas, clubes de vela, bem como para competições de vela a nível mundial)
- Terceira zona: Novo Porto
  - Área destinada à atracagem por poitas com 65 vagas
  - Área de estocagem de até 65 barcos à terra

## Atividades
Ponto turístico, a marina de La Rochelle é também base técnica com uma rede local de 230 empresas profissionais do setor náutico.
O porto acolhe mais de 100 eventos náuticos todos os anos, incluindo o Grand Pavois, maior feira de barcos flutuantes da França.
Além disso, centenas de regatas são organizadas, algumas das quais de nível mundial, fazem de La Rochelle um dos locais mais dinânimos da vela esportiva da França.

## Obras de ampliação

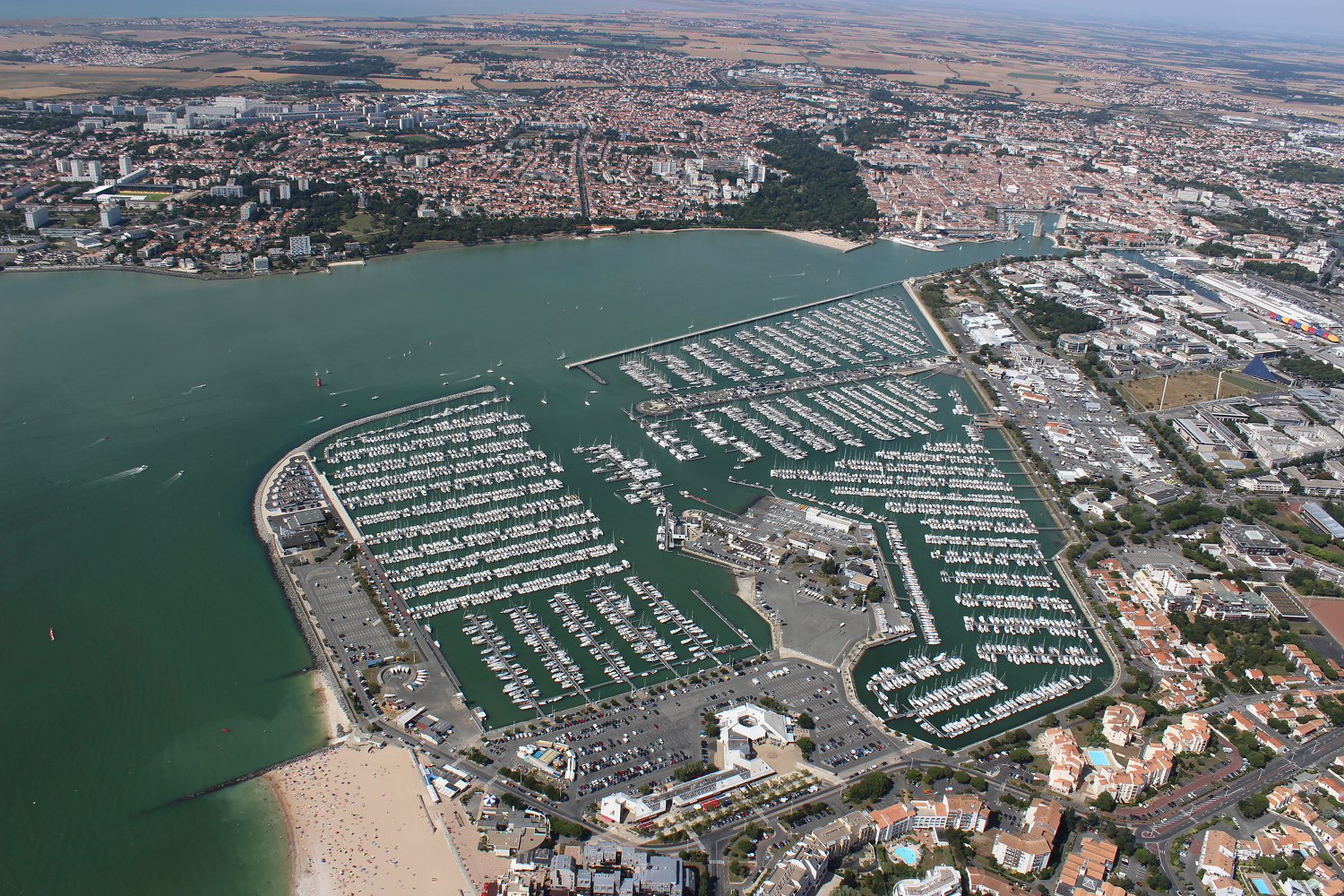
Vista aérea da marina de La Rochelle após a sua ampliação

A inauguração da última grande obra de ampliação da marina foi realizada em outubro de 2014. Com 1.000 novas vagas, este evento deu origem a uma grande festa local, marcada por um desfile náutico. A obra permitiu reduzir o tempo de espera para a obtenção de uma vaga anual e tornou possível uma oferta de serviços mais adaptada às expectativas da comunidade náutica.

## Uma política ambiental forte

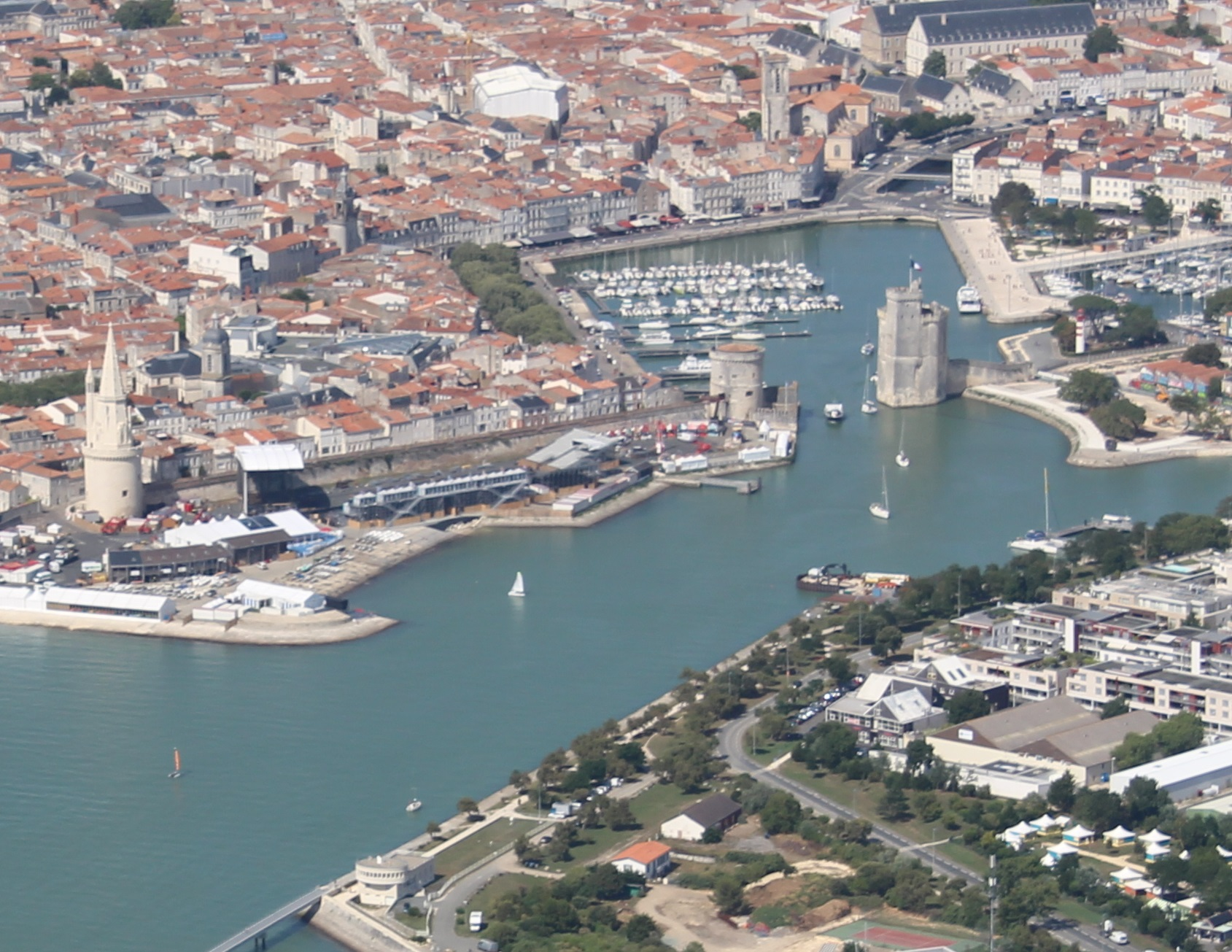
Vista aérea do antigo porto de La Rochelle (Le Havre d'Échouage)

Após receber a Bandeira Azul desde a sua criação em 1985 , a marina também é certificado desde 2006 pela norma internacional ISO 14001 pelo seu sistema de gestão ambiental. Ela também recebeu o selo OHSAS 18001 por sua política de segurança e prevenção de riscos ocupacionais.
Em 2019, a direção da marina decidiu investir na certificação “Portos Limpos”, mais alinhada com o seu ramo de atividade. A política ambiental da marina de La Rochelle é referência no ramo e constitui um eixo essencial do seu modo de gerenciamento.